# Amt Oestrich
Das Amt Oestrich war ein Amt im Kreis Iserlohn in Nordrhein-Westfalen. 

## Vorgängerämter
Im Rahmen der Einführung der Landgemeindeordnung für die Provinz Westfalen wurde 1844 im  Kreis Iserlohn aus der Bürgermeisterei Limburg das Amt Limburg gebildet. Dem Amt gehörten die Titularstadt Limburg sowie die drei Gemeinden Elsey, Letmathe und Oestrich an.
Limburg wurde 1879 in Hohenlimburg umbenannt. Am 1. Juli 1902 wurde Elsey nach Hohenlimburg eingemeindet. Am 1. April 1903 erhielt Hohenlimburg die westfälische Städteordnung und schied aus dem nunmehr Amt Hohenlimburg genannten Amt aus. Die beiden verbleibenden Gemeinden des Amtes, Letmathe und Oestrich bildeten seitdem das Amt Letmathe-Oestrich.

## Geschichte
Das Amt Letmathe-Oestrich wurde am 1. Februar 1921 aufgelöst. Letmathe bildete bis 1934 ein eigenes Amt, während aus Oestrich und der Gemeinde Lössel des Amtes Hemer das Amt Oestrich gebildet wurde.
Das Amt Oestrich wurde zum 1. Oktober 1956 aufgelöst. Oestrich und Lössel wurden in die Stadt Letmathe eingemeindet. Letmathe wiederum ist seit 1975 Teil der Stadt Iserlohn im Märkischen Kreis.

## Einwohnerentwicklung
| Jahr | Amt Letmathe-Oestrich | Quelle |
| ---- | --------------------- | ------ |
| 1910 | 13.751                | [ 4 ]  |
|      | Amt Oestrich          |        |
| 1933 | 7.530                 | [ 5 ]  |
| 1939 | 9.952                 | [ 5 ]  |
| 1950 | 10.958                | [ 6 ]  |